# NGC 2207 és IC 2163
Az NGC 2207 és IC 2163 kölcsönható spirálgalaxisok a Canis Major (Nagy Kutya) csillagképben. A Földtől 114 millió fényévre találhatóak. Eddig három szupernóvát figyeltek meg az NGC 2207-ben (SN 1975A, SN 1999ec és SN 2003H).

## Felfedezése

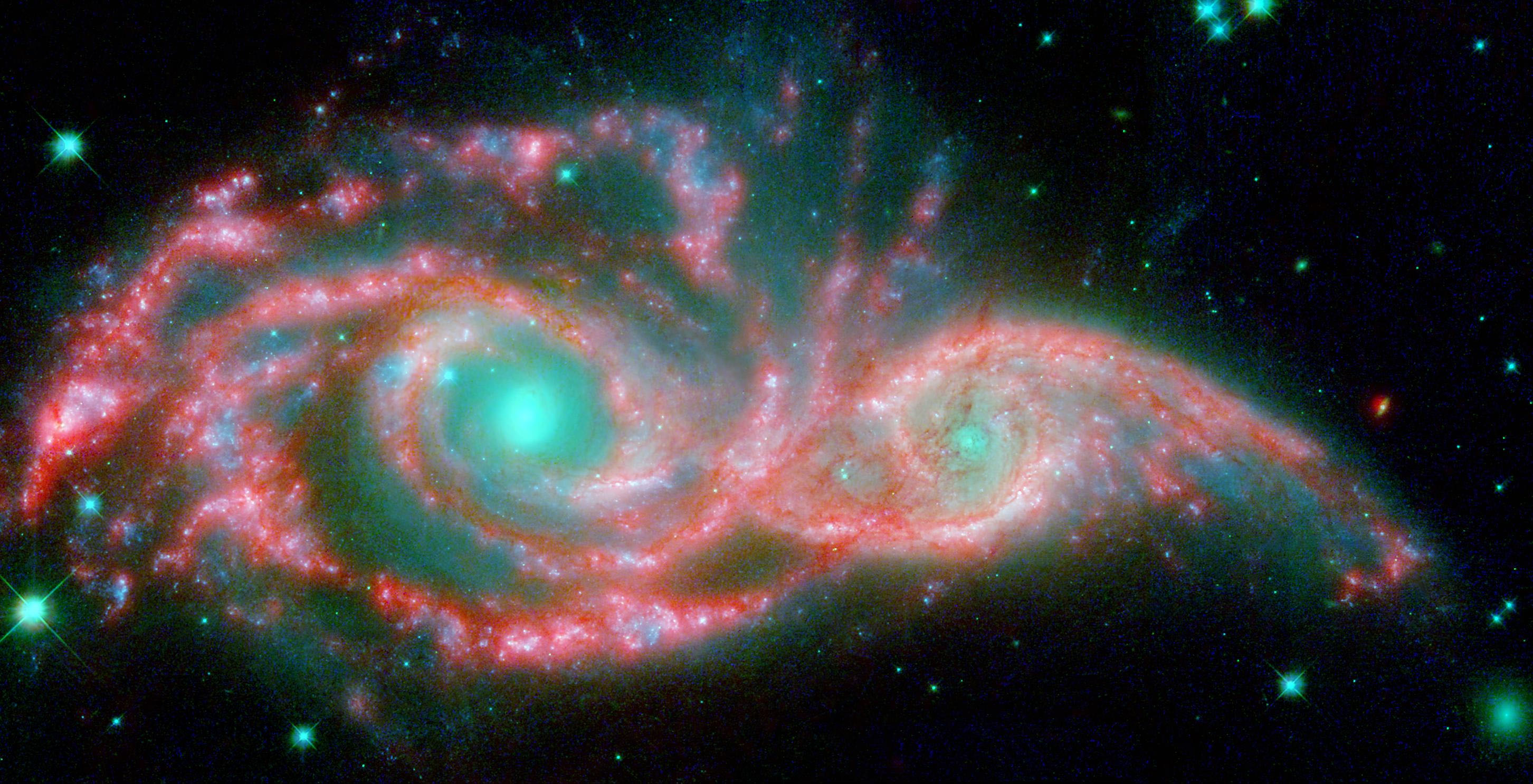
A Spitzer űrtávcső infravörös felvétele 2006-ból

A NGC 2207 és IC 2163 galaxisokat John Herschel fedezte fel 1835. január 24-én. 1999 novemberében a Hubble űrtávcső is megfigyelte, majd 2006-ban a Spitzer űrtávcső és készített róla felvételt.

## Tudományos adatok
A két spirális galaxis összeütközése körülbelül 40 millió évvel ezelőtt kezdődött el, melynek eredményeként spirálkarjaik eltorzultak, és az ütköző felületeken heves csillagkeletkezés indult meg. A Spitzer űrtávcső felvétele az infravörös tartomány 8 mikrométeres hullámhosszán készült. A különböző színek árulkodnak a két galaxisban folyó változásokról. Kékeszöld színnel a két galaxis csillagközi porban, anyagban szegényebb területeit láthatjuk, az ibolya-rózsaszín árnyalatú spirálkarok érdekessége a bennük lévő csomók. A csomók olyan szuper-csillaghalmazok melyek a két galaxis ütközése során alakultak ki, és egyelőre porfelhőkbe burkolóznak. A bennük lévő csillagok a halmazokban a port felforrósítják és azt infravörös sugárzásra késztetik. Az egyik ilyen csomó érdekessége, hogy olyan sűrű a csillaghalmaz, hogy galaxis infravörös sugárzásának közel 5%-át bocsátja ki. A csillagok nagyon közel vannak egymáshoz, ezért a tudósok szerint a sorozatos szupernóva-robbanások után születő fekete lyukak akár össze is olvadhatnak egy nagyobbá. Ez magyarázatot adhatna a köztes tömegű fekete lyukak keletkezésének kérdésére.
Az NGC 2207 2741 km/s sebességgel, az IC 2163 2765 km/s sebességgel távolodik tőlünk.